# (73441) 2002 MU3
(73441) 2002 MU3 – planetoida z pasa głównego asteroid okrążająca Słońce w ciągu 4,13 lat w średniej odległości 2,57 j.a. Odkryta 30 czerwca 2002 roku.